# Popeleanî, Pustomîtî
Popeleanî (în ucraineană Попеляни) este un sat în comuna Dmître din raionul Pustomîtî, regiunea Liov, Ucraina.

## Demografie
Componența lingvistică a localității Popeleanî
     Ucraineană (99,71%)
     Alte limbi (0,29%)
Conform recensământului din 2001, majoritatea populației localității Popeleanî era vorbitoare de ucraineană (99,71%), existând în minoritate și vorbitori de alte limbi.